# مارلی واتکینس
مارلی واتکینس (انگلیسی: Marley Watkins؛ زادهٔ ۱۷ اکتبر ۱۹۹۰) بازیکن فوتبال اهل بریتانیا است.
از باشگاه‌هایی که در آن بازی کرده‌است می‌توان به باشگاه فوتبال بارنزلی، باشگاه فوتبال سوانزی سیتی، باشگاه فوتبال چلتنهام تاون، باشگاه فوتبال هرفورد یونایتد، باشگاه فوتبال اینورنس کالدنیون تیسل، و باشگاه فوتبال بث سیتی اشاره کرد.
وی همچنین در تیم ملی فوتبال ولز بازی کرده‌است.